# Escudo de Ceuta
El escudo de Ceuta es el emblema heráldico que representa a la ciudad autónoma de Ceuta. 
Es igual al de Portugal, excepto por dos diferencias principales: en el del país hay tres castillos en jefe en la bordura y solo dos hacia la punta. Esta diferencia va en consonancia con lo que en heráldica se llamaría plaza dominante o dominada, es decir, la capital del Reino - el escudo lo utilizaba Lisboa- o una población más del Reino, como sería Ceuta. La otra diferencia es la corona, que tradicionalmente en Portugal fue la real y luego la mural republicana y ahora no suele coronarse, mientras que en Ceuta se utiliza la marquesal, dado que los títulos de marqués se concedían a los gobernadores de las marcas, las fronteras de las naciones.
Ceuta fue conquistada por D. Juan I de Portugal el 21 de agosto de 1415 y representó la joya de la corona, la primera plaza del imperio ultramarino. Para reforzar esa característica, se dejó utilizar esos dos símbolos del Reino en los que algunos han querido ver una capitalidad del imperio ultramarino luso. A pesar de ello, hay historiadores que dicen que a Ceuta se le concedió otro escudo diferente, que era un castillo de tres torres sobre olas, que aparece en el ceitil, la moneda que se acuñó durante el período portugués y que llevó Colón en su primer viaje a América.
Hay diferentes lecturas del escudo de Portugal. Camões en Os Lusíadas da una de ellas en la que el número que suman los 5 escusones y los 25 bezantes representan las 30 monedas con las que mataron a Cristo y los castillos los siete principales que componen la estructura del reino. Otros ven en ese siete las siete colinas sobre las que se funda Lisboa, como Ceuta (que viene de Septem Fratres, siete hermanos, las siete colinas de la Ciudad).